# Año Internacional del Océano
1998 fue proclamado Año Internacional del Océano por la Asamblea General de las Naciones Unidas mediante la resolución A/RES/49/13, adoptada el 19 de diciembre de 1994. La iniciativa surgió en la decimoséptima sesión de la Comisión Oceanográfica Intergubernamental (COI) de la UNESCO, celebrada en marzo de 1993, donde se propuso la idea mediante la resolución XVII-17. Esta propuesta fue respaldada por la Conferencia General de la UNESCO en su 27ª sesión y por el Consejo Económico y Social de la ONU (ECOSOC) en julio de 1994.
El objetivo central de la designación fue sensibilizar a la comunidad internacional sobre la importancia de los océanos y el medio marino para la vida en la Tierra y el desarrollo sostenible. Se subrayó lanecesidad de proteger los océanos frente a amenazas como la contaminación, la sobreexplotación de recursos y los efectos del cambio climático, destacando su papel crucial en el sistema climático del planeta y en la provisión de recursos esenciales para la humanidad.

## Actividades y alcance
Durante este año, se llevaron a cabo diversas actividades a nivel local, nacional e internacional para aumentar la conciencia pública y fomentar compromisos gubernamentales en la protección y gestión sostenible de los océanos. Entre las iniciativas destacadas se incluyeron conferencias científicas, expediciones marinas y publicaciones sobre la importancia de los océanos.
Uno de los logros más significativos fue la creación de la "Carta del Océano", una declaración de principios para fomentar compromisos políticos y públicos con la conservación marina. Canadá patrocinó la difusión de la Carta, organizando eventos de firma en embajadas de todo el mundo y un lanzamiento oficial en la cumbre "Summit of the Sea" en St. John's, Canadá.
En Estados Unidos, la Administración Nacional Oceánica y Atmosférica (NOAA) y el Departamento de Estado desempeñaron un papel clave en la concienciación y la implementación de políticas relacionadas con la conservación oceánica. Además, la Ley de los Océanos de 1998 que proporcionó un marco legal para fortalecer los esfuerzos de protección marina y garantizar el desarrollo sostenible de los recursos oceánicos del país.
La educación sobre los océanos también fue una prioridad. Se produjeron materiales educativos y se promovió la participación de jóvenes a través de programas de la UNESCO, como los Clubes UNESCO y las Escuelas Asociadas. La Exposición Universal de 1998 (EXPO'98) en Lisboa se utilizó como plataforma para promover la educación y sensibilización sobre los océanos, con una destacada presencia de iniciativas estadounidenses.
El financiamiento de las actividades dependió en gran medida de contribuciones voluntarias de los Estados miembros, organizaciones internacionales y el sector privado. Se buscó movilizar recursos mediante campañas de concienciación y la cooperación interagencial entre organismos como la Organización de las Naciones Unidas para la Alimentación y la Agricultura (FAO), la Organización Marítima Internacional (OMI), el Programa de las Naciones Unidas para el Medio Ambiente (PNUMA) y la Organización Meteorológica Mundial (OMM).